# Los Algarrobos (Veraguas)
Los Algarrobos è un comune (corregimiento) della Repubblica di Panama situato nel distretto di Santiago, provincia di Veraguas. Si estende su una superficie di 63,4 km² e conta una popolazione di 5.490 abitanti (censimento 2010).